# Sintoria emeralda
Sintoria emeralda là một loài ruồi trong họ Asilidae. Sintoria emeralda được Hull miêu tả năm 1962. Loài này phân bố ở vùng Tân nhiệt đới và Tân Bắc giới.